# حزب الشعب العراقي
حزب الشعب حزب سياسي عراقي أسسه ياسين الهاشمي في 20 نوفمبر/تشرين الثاني 1925 ليكون الحزب المعارض الرئيسي لحكومة عبد المحسن السعدون، وقد طغى الهاشمي على جميع قيادات الحزب حتى لقب بـ «حزب الهاشمي». وتلخص أهداف الحزب في تأمين استقلال العراق التام، وانضمام العراق لعصبة الامم، والدعوة للتجنيد الإلزامي.

## التأسيس
بعد استقالة الهاشمي من ورئاسة الوزراء وعودته زعيمًا للمعارضة، جمع عدداً من معارضين وكون حزب الشعب، وتألفت الهيئة العامة للحزب من ياسين الهاشمي رئيساً، محمد رضا الشبيبي نائباً، نصرت الفارسي، أحمد الشيخ داؤود معتمداً عاماً، ثابت عبد النور، محمد رامز، مزاحم الباججي، عبد اللطيف الفلاحي، سعيد ثابت، فخري جميل، عبد المهدي المنتفكي (والد رئيس الوزراء عادل عبد المهدي).

## تفكك الحزب
لم يكن أعضاء الحزب على انسجام منذ بداية تشكله، والكثير منهم انضم إلى حزب التقدم العراقي بسبب تفرد الهاشمي بقيادة الحزب، وانسحب العديد من الشخصيات البارزة مثل محمد رضا الشبيبي، وبعد اشتراك ياسين الهاشمي كوزير للمالية في وزارة جعفر العسكري لم يعد متفرغًا لقيادة الحزب فتفكك ترابطه تدريجيًا.